# Blejoi
Blejoi là một xã thuộc hạt Prahova, România. Dân số thời điểm năm 2002 là 7772 người.